# جيليان مارتن
جيليان آن مارتن سياسية اسكتلندية تشتغل في منصب وزير الطاقة منذ عام 2023. وهياعضو في الحزب الوطني الاسكتلندي و كانت كذلكعضوًا في البرلمان الاسكتلندي .

## النشأة والمهنية
نشأت مارتن في نيوبورج وتلقت تعليمها في أكاديمية إيلون . وكان والداها دائمًا سياسي نشيط.
تخرجت من جامعة جلاسكو ، وعملت كمحاضرة في التعليم الإضافي لمدة 15 عامًا، و عملة كذلك في كلية شمال شرق اسكتلندا . فكانت مارتن تدير عملها الخاص في مجال إنتاج الفيديو والتدريب في قطاع الطاقة.

## النشاط السياسي المبكر
أصبحت مارتن ناشطًتاسياسيتا خلال استفتاء استقلال اسكتلندا . ساعدت في تأسيس منظمة نساء من أجل الاستقلال و كانت عضوًتافي اللجنة التنفيذية لـ WFI كعضتاعن منطقة الشمال الشرقي، واستمرت في المشاركة كعضو عادي منذ أن أصبحت MSP. 